# Аркадія-Юніверсіті (Пенсільванія)
Аркадія-Юніверсіті (англ. Arcadia University) — переписна місцевість (CDP) в США, в окрузі Монтгомері штату Пенсільванія. Населення — 758 осіб (2020).

## Географія
Аркадія-Юніверсіті розташована за координатами 40°5′31″ пн. ш. 75°9′56″ зх. д. / 40.09194° пн. ш. 75.16556° зх. д. (40.092062, -75.165470).  За даними Бюро перепису населення США в 2010 році переписна місцевість мала площу 0,21 км², уся площа — суходіл. В 2017 році площа становила 0,26 км², уся площа — суходіл.

## Демографія
Згідно з переписом 2010 року, у переписній місцевості мешкало 595 осіб у 0 домогосподарствах у складі 0 родин. Густота населення становила 2773 особи/км².  Було 0 помешкань (0/км²).
Расовий склад населення:
| - 83,9 % — білих - 8,2 % — чорних або афроамериканців - 3,7 % — азіатів - 0,2 % — вихідців з тихоокеанських островів - 0,2 % — корінних американців - 2,4 % — осіб інших рас |

До двох чи більше рас належало 1,5 %. Частка іспаномовних становила 7,2 % від усіх жителів.
За віковим діапазоном населення розподілялося таким чином: 0,0 % — особи молодші 18 років, 100,0 % — особи у віці 18—64 років, 0,0 % — особи у віці 65 років та старші. Медіана віку мешканця становила 19,5 року. На 100 осіб жіночої статі у переписній місцевості припадало 39,0 чоловіків;  на 100 жінок у віці від 18 років та старших — 39,0 чоловіків також старших 18 років.
Цивільне працевлаштоване населення становило 265 осіб. Основні галузі зайнятості: освіта, охорона здоров'я та соціальна допомога — 54,7 %, мистецтво, розваги та відпочинок — 19,2 %, роздрібна торгівля — 7,9 %, науковці, спеціалісти, менеджери — 7,5 %.